# Ахвледиани, Нино Ломеровна
Нино Ломеровна Ахвледиа́ни (3 февраля 1960, Тбилиси, Грузинская ССР, СССР) — грузинский кинорежиссёр.

## Биография
Родилась 3 февраля 1960 года в Тбилиси в семье кинооператора Ломера Ахвледиани (1934—2022). В 1983 году окончила режиссёрский факультет Всесоюзного государственного института кинематографии (мастерская Марлена Хуциева и Сергея Скворцова).

## Фильмография

### Режиссёрские работы
- 1984 — Искуситель
- 1989 — Бесаме
- 1997 — История про Ричарда, Милорда и прекрасную Жар-птицу